# Stazione di Motta di Livenza
La stazione di Motta di Livenza è una stazione ferroviaria della ferrovia Treviso-Portogruaro fra le stazioni di Gorgo al Monticano e di Annone Veneto; è anche l'ultima stazione della linea nel territorio provinciale di Treviso.

## Storia
La stazione è stata inaugurata il 12 settembre 1885 con il completamento della ferrovia da Treviso. Nel 1913 fu raggiunta anche da un'altra ferrovia: la San Vito al Tagliamento-Motta di Livenza.
Il fabbricato viaggiatori attuale fu completato nel 1949.
Nel 1966 a causa dell'alluvione che colpì fortemente tutta l'Italia e anche le zone del Piave, fu decisa la soppressione di entrambe le ferrovie e così la stazione venne chiusa. La Motta-San Vito rimase tuttavia attiva fino al 1987, ad uso sporadico di qualche tradotta merci; a partire da tale data la linea venne definitivamente soppressa.
Restò anni in abbandono finché negli anni '90, a causa dell'ingente traffico merci sulla ferrovia Venezia-Trieste e sul nodo di Mestre, si decise la riapertura, che avvenne solamente nel novembre del 2000. Pochi giorni più tardi venne anche riaperto un servizio viaggiatori affiancato fin dall'inizio da corse bus autosostitutive.
In base a particolari accordi fra Trenitalia, la Regione Veneto e la compagnia di autobus extraurbani "La Marca", la ferrovia, e quindi anche la stazione di Motta, può essere utilizzata con abbonamenti integrati Trenitalia-La Marca, che consentono l'utilizzo della corriera e del treno indifferentemente.

## Strutture e impianti
La stazione, impresenziata sin dalla sua riapertura, comprende un piccolo fabbricato non accessibile con obliteratrice e orario dei treni; al 2009 il fabbricato viaggiatori è sede della polizia locale. È ancora presente il serbatoio dell'acqua per il rifornimento delle locomotive a vapore, anche se non più funzionante.
Il piano del ferro della stazione è costituito da tre binari, di cui il binario 1 è il corretto tracciato della linea. Il binario 2 viene utilizzato per effettuare gli incroci e le precedenze, mentre il binario 3 è tronco lato Portogruaro e, talvolta, viene utilizzato per il ricovero di mezzi d’opera.

## Movimento
La stazione è servita da treni regionali svolti da Trenitalia nell'ambito del contratto di servizio stipulato con le regioni interessate. È utilizzata dai pendolari e dagli studenti nonché, in misura minore, da turisti che visitano il centro di Motta.
Tutti i treni in circolazione sulla linea fermano a Motta di Livenza, nonché gli autobus sostitutivi della società MOM (Mobilità di Marca).